# Nationalmuseum der Mongolei
Das Nationalmuseum der Mongolei (mongolisch Монголын үндэсний түүхийн музей) ist ein Museum in Ulaanbaatar in der Mongolei. Es wird von durchschnittlich 50.000 Gästen im Jahr besucht.

## Geschichte
In den 1920er Jahren wurde von der Mongolian Academic Institution damit begonnen, Kunstgegenstände aus der Geschichte des Landes zu sammeln. Das erste Museum der Mongolei entstand im Jahr 1924 und stellte einige dieser Kulturgüter aus.
Das 1971 zunächst als Museum der Revolution erbaute neue Gebäude übernahm bald bedeutende Stücke des mongolischen Kulturerbes und wurde zur Sammelstelle nationaler Kunstgegenstände. Es entwickelte sich zu einer kulturellen und wissenschaftlichen Bildungsorganisation, die für die Sammlung, Pflege und Interpretation der ausgestellten Objekte verantwortlich war. Nach der Verschmelzung historischer, archäologischer und ethnographischer Abteilungen wurde es im Jahr 1991 zum Nationalmuseum.
Das Museum wird durch Eintrittsgebühren sowie eine staatliche Finanzierung des Ministeriums für Bildung, Kultur und Wissenschaft unterstützt. Mehrfach wurden  individuelle oder gemeinsame Ausstellungen im Ausland, beispielsweise in Deutschland, Japan, USA, Korea, Norwegen, Italien, Indien, Holland, Frankreich und Taiwan organisiert. In den Jahren 2002/03 fand gemeinsam mit dem University of Pennsylvania Museum of Archaeology and Anthropology eine internationale Ausstellung mit dem Motto „Moderne Mongolei  –  Rückblick auf Dschingis Khan“ in den USA statt.

## Ausstellungsschwerpunkte
Die Sammlung des Museums enthält etwa 56.000 historische, ethnographische und archäologische Artefakte von der Vorgeschichte bis in die Gegenwart. Die historisch bedeutendsten Gegenstände werden in neun Sälen des zweigeschossigen Gebäudes gezeigt und sind nach den historischen Perioden und Themen angeordnet. Die Themen in den neun Sälen lauten: Antike Geschichte der Mongolei, Geschichte und Kultur der antiken politischen Einheiten, Traditionelle Kleidung und Schmuck, Das mongolische Reich, Traditionelle mongolisches Kultur, Traditionelles mongolisches Leben, Mongolei im 17. bis 20. Jahrhundert, Sozialistische Mongolei von 1921 bis 1990, Demokratische Mongolei von 1990 bis zur Gegenwart.
Das Museum soll den Besuchern helfen, die mongolische Geschichte und Kultur zu verstehen und zu schätzen. Es ist ein besonderes Anliegen, das reiche kulturelle Erbe des mongolischen Lebensstils zu präsentieren, zu bewahren und einer breiten Öffentlichkeit zu vermitteln.

## Galerie
Die nachfolgende Bildauswahl zeigt einige Artefakte aus dem Bestand des Nationalmuseums der Mongolei:

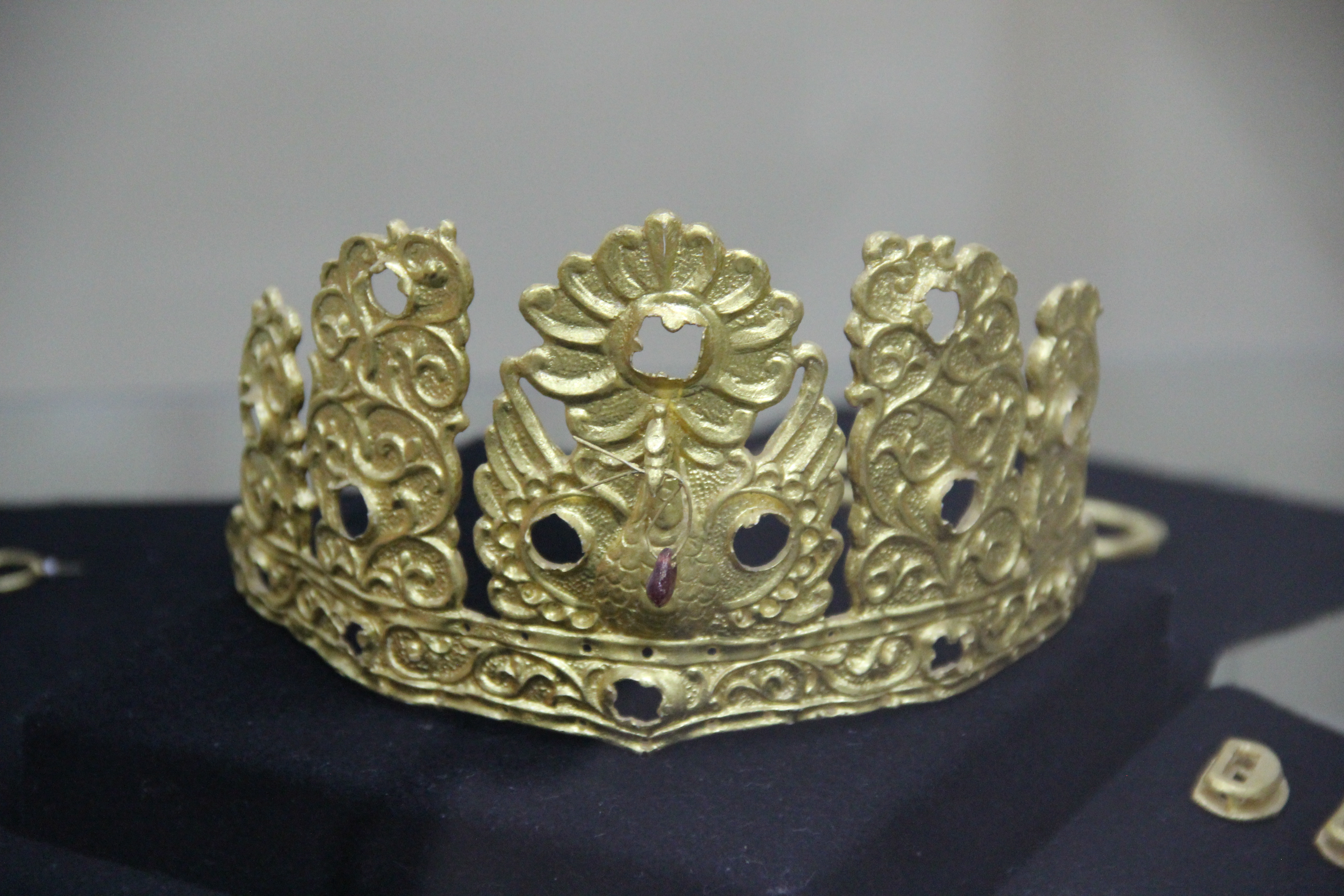
Goldenes Diadem aus dem 6.–8. Jhd.
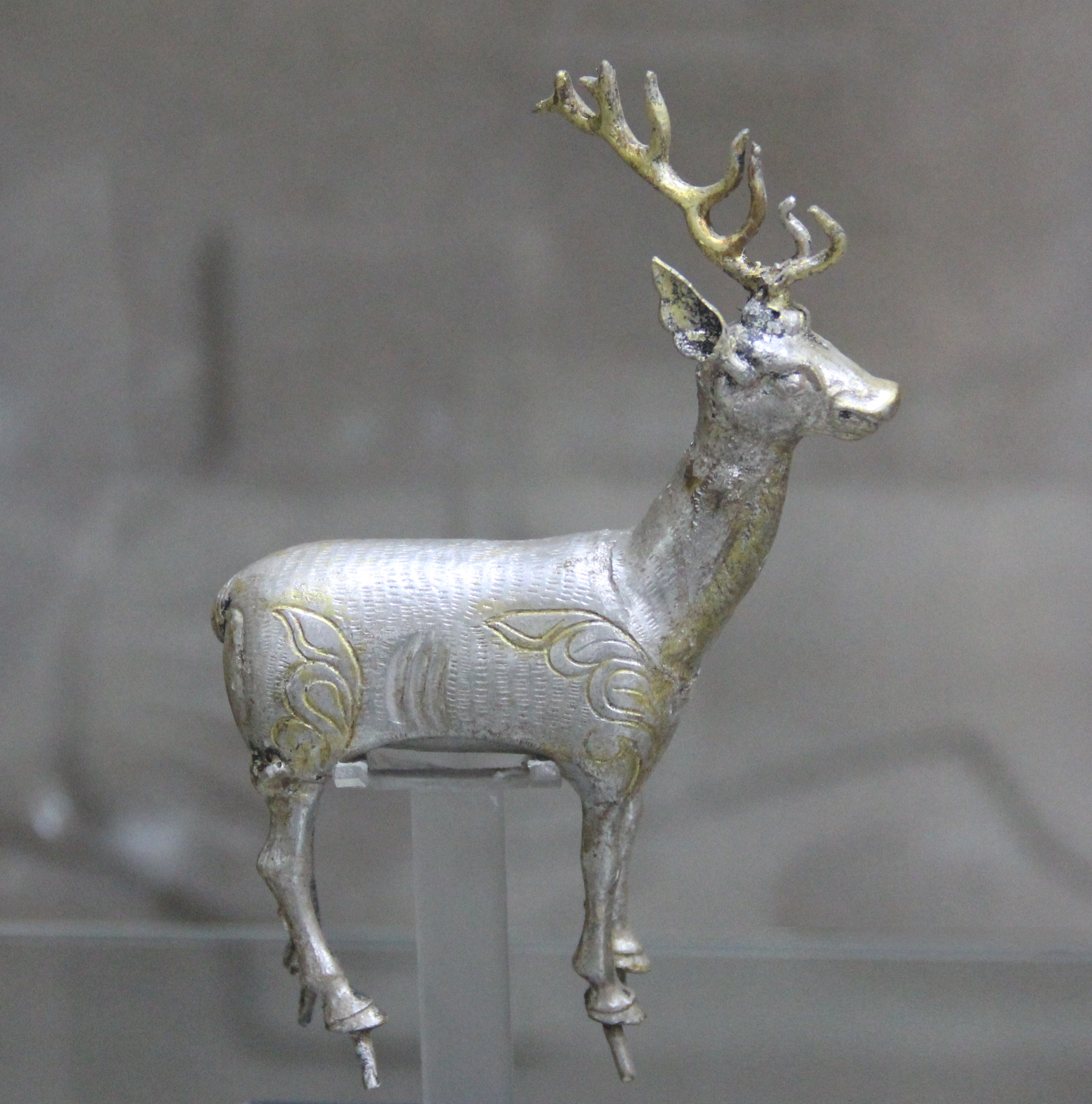
Silberner Hirsch aus dem 6.–8. Jhd.
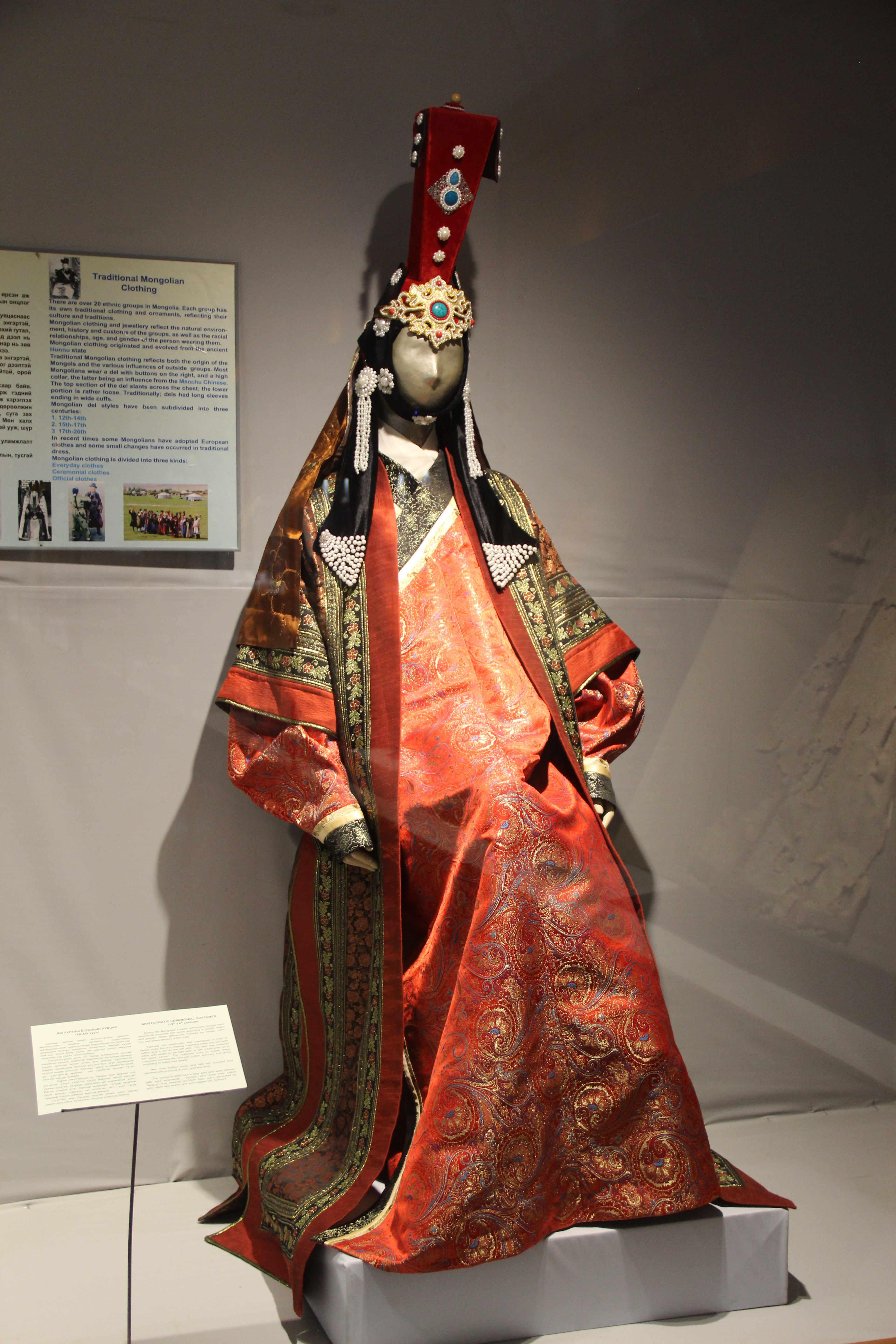
Aristokratisches mongolisches Kostüm aus dem 12.–14. Jhd.
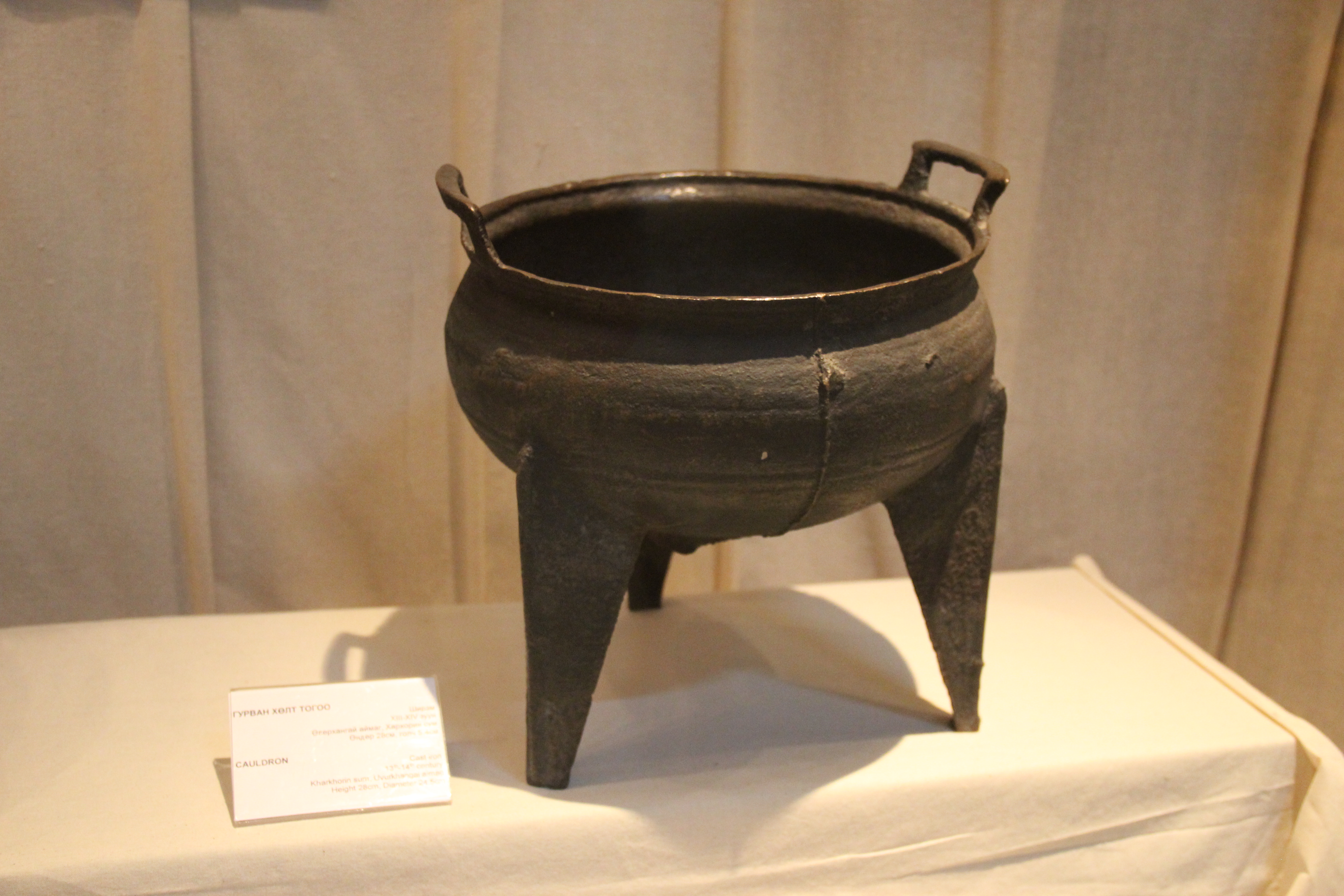
Gusseiserner Kessel aus dem 13./14. Jhd.
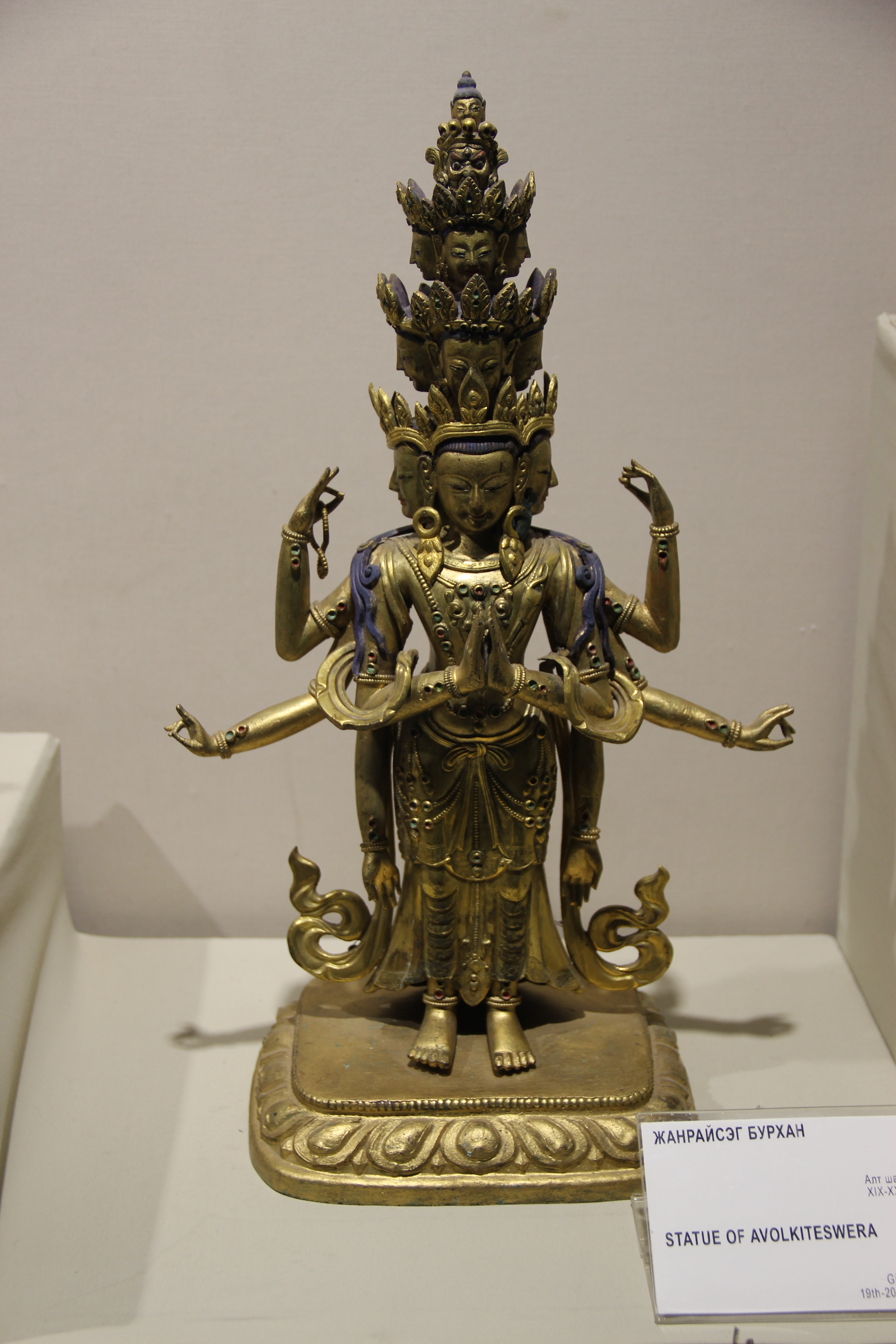
Bronzefigur aus dem 19./20. Jhd.
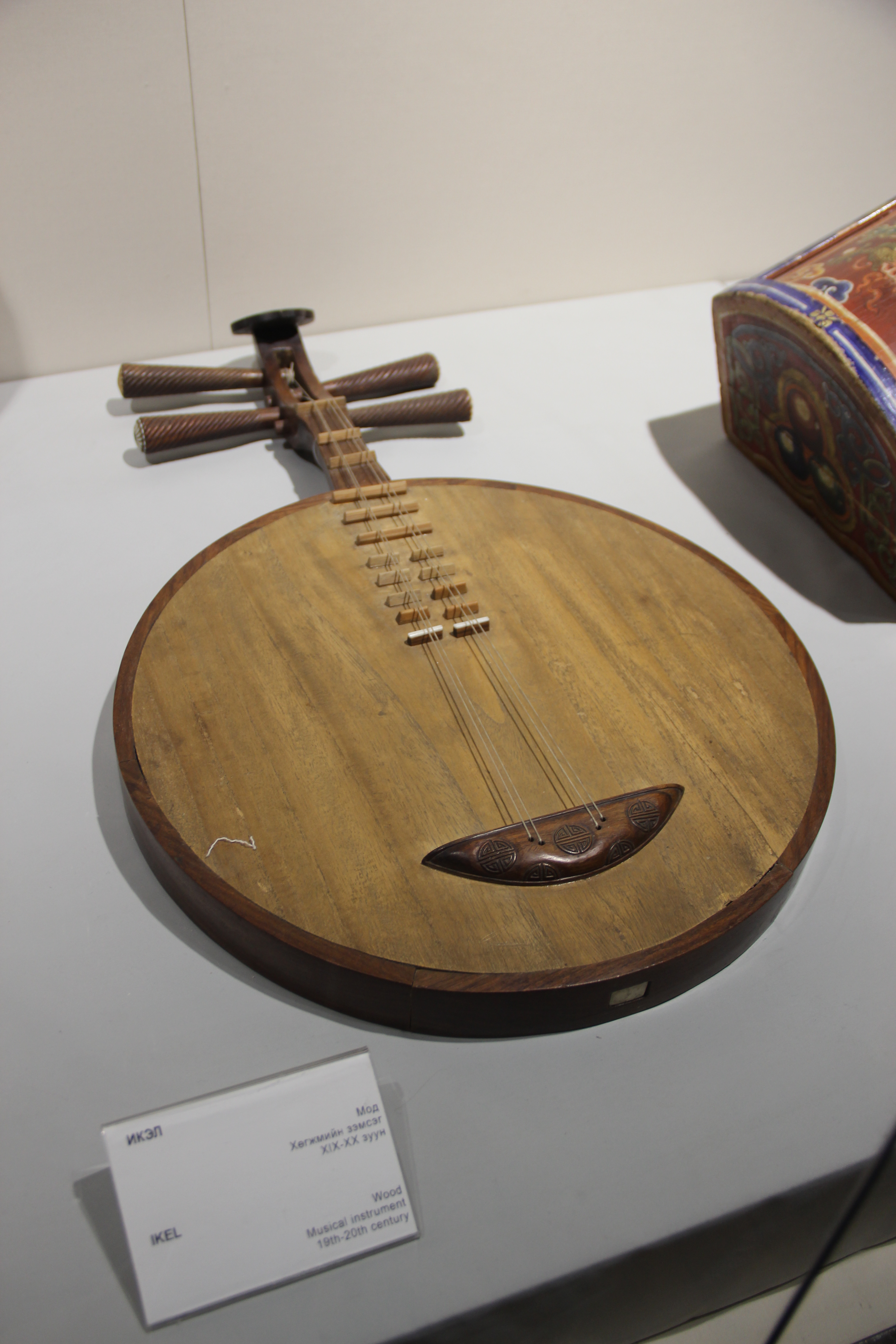
Saiteninstrument aus dem 19./20. Jhd.